# Şenay Özdemir
Şenay Özdemir (Safranbolu, 18 mei 1969) is een Nederlandse uitgever en hoofdredacteur van SEN Magazine, schrijft artikelen voor verschillende tijdschriften en dagbladen en wordt gezien als een ervaringsdeskundige op het gebied van de multiculturele samenleving.

## Levensloop
Şenay Özdemir werd geboren in Turkije als dochter van Turkse ouders. In 1976 kwam ze in Nederland wonen, studeerde Frans en Engels tot 1989 en werd in 1993 de eerste Turkse omroepster van Nederland en Europa. Özdemir is oprichter van SEN Magazine, de glossy voor mediterrane vrouwen in Nederland. Dit tijdschrift werd in 2004 door de Volkskrant verkozen tot het beste nieuwe vrouwenblad van dat jaar. Vanaf februari 2007 is het tijdschrift op internet te lezen op www.senmagazine.com.
Volgens The International Herald Tribune en The New York Times behoort Şenay tot 'A new generation of Muslim women'. Het Amerikaanse blad Foreign Policy is van mening dat 'Özdemir met haar activiteiten misschien wel meer succes dan menig Nederlands overheidsprogramma heeft'. Ook in eigen land wordt Özdemir geroemd: In 2005 wordt zij 'een vrouwelijke topper' genoemd in Het Parool en neemt zij deel aan tv-programma's als Pauw & Witteman, Het Elfde Uur en Rondom Tien om over thema's als de emancipatie en integratie van moslima's te praten. Het gratis dagblad De Pers noemde haar in januari 2009 de meest glamoureuze moslima van Nederland, naar aanleiding van haar mondaine lifestyle. In het artikel wordt de vergelijking gemaakt met Carrie Bradshaw uit de hitserie Sex & The City, omdat in de zomer van 2009 haar eerste roman werd gepubliceerd, een chicklit over de levensstijl van moderne mediterrane vrouwen in Nederland, getiteld De Harsclub.
Özdemir publiceert in de opiniepagina's van het NRC Handelsblad, de Volkskrant en Los Angeles Times.
In maart 2006 is zij jurylid van het Prague International Human Rights Documentary Film Festival, waar ze veertig films beoordeelt. Eind van dat jaar, in december 2006 woont Şenay in New York het eerste congres van WISE waarbij ze wordt uitgenodigd als een van de honderd invloedrijke moslimvrouwen uit de hele wereld. In juni 2007 spreekt ze op het International Women's Congress in Bangalare, India.
Zij was bestuurslid van het Sociaal Platform Rotterdam, de Taskforce Deeltijd Plus en Women-on-Top.
Begin december 2008 vertrok Őzdemir, samen met haar tienjarige zoon, naar Austin in de Verenigde Staten. Op uitnodiging van de School voor Journalistiek van de Universiteit van Texas ging ze aan de slag als gastdocent Online Publishing.
In het voorjaar van 2010 werd ze benoemd tot Senior Fellow van de Osgood Center for International Studies in Washington, DC, waarvoor zij regelmatig op en neer moet pendelen tussen Nederland en de VS. Op 16 december 2010 gaf zij een toespraak aan de gerenommeerde Amerikaanse denktank Woodrow Wilson Center for International Scholars.
Op 8 maart 2011, Internationale Vrouwendag maakte Őzdemir via Twitter bekend, dat ze vanaf de zomer weer naar de VS vertrekt om te werken aan de Universiteit van Texas.
- Gemeinsame Normdatei: 139545816
- International Standard Name Identifier: 0000 0003 6908 409X
- Nederlandse Thesaurus van Auteursnamen: 320603466
- Virtual International Authority File: 311179003
- WorldCat: E39PBJcwFDv8PRrjGcWbF9M9Dq